# Michelangelo (Schiff, 1965)
Die Michelangelo war ein 1965 in Dienst gestellter Transatlantik-Passagierdampfer der italienischen Reederei Italia - Società di Navigazione (Italian Line).
Der Name bezieht sich auf den berühmten italienischen Renaissancekünstler Michelangelo Buonarrotti (1475–1564).

## Das Schiff
Die Michelangelo war, wie ihr fast zeitgleich gebautes Schwesterschiff Raffaello, 275,50 Meter lang, 31,20 Meter breit und hatte einen maximalen Tiefgang von 10,40 Metern. Sie konnte 1.771 Passagiere befördern, davon 531 in der Ersten Klasse, 550 in der Kabinenklasse und 690 in der Touristenklasse. Das Schiff wurde von vier Dampfturbinen angetrieben. Die durchschnittliche Reisegeschwindigkeit lag bei 26,5 Knoten, die Höchstgeschwindigkeit bei knapp 32 Knoten. Die beiden Schwesterschiffe fielen nicht nur durch ihre schnittige und elegante Silhouette auf, sondern auch durch ungewöhnliches Design. So war der Rumpf nicht, wie sonst bei Passagierdampfern üblich, schwarz, sondern komplett weiß gestrichen. Die Schornsteine waren von einem vogelkäfigartigen Gitterwerk umgeben und mit langen, schwarzen Spoilern ausgestattet, die Rauch und Ruß ablenken sollten.

## Dienstzeit

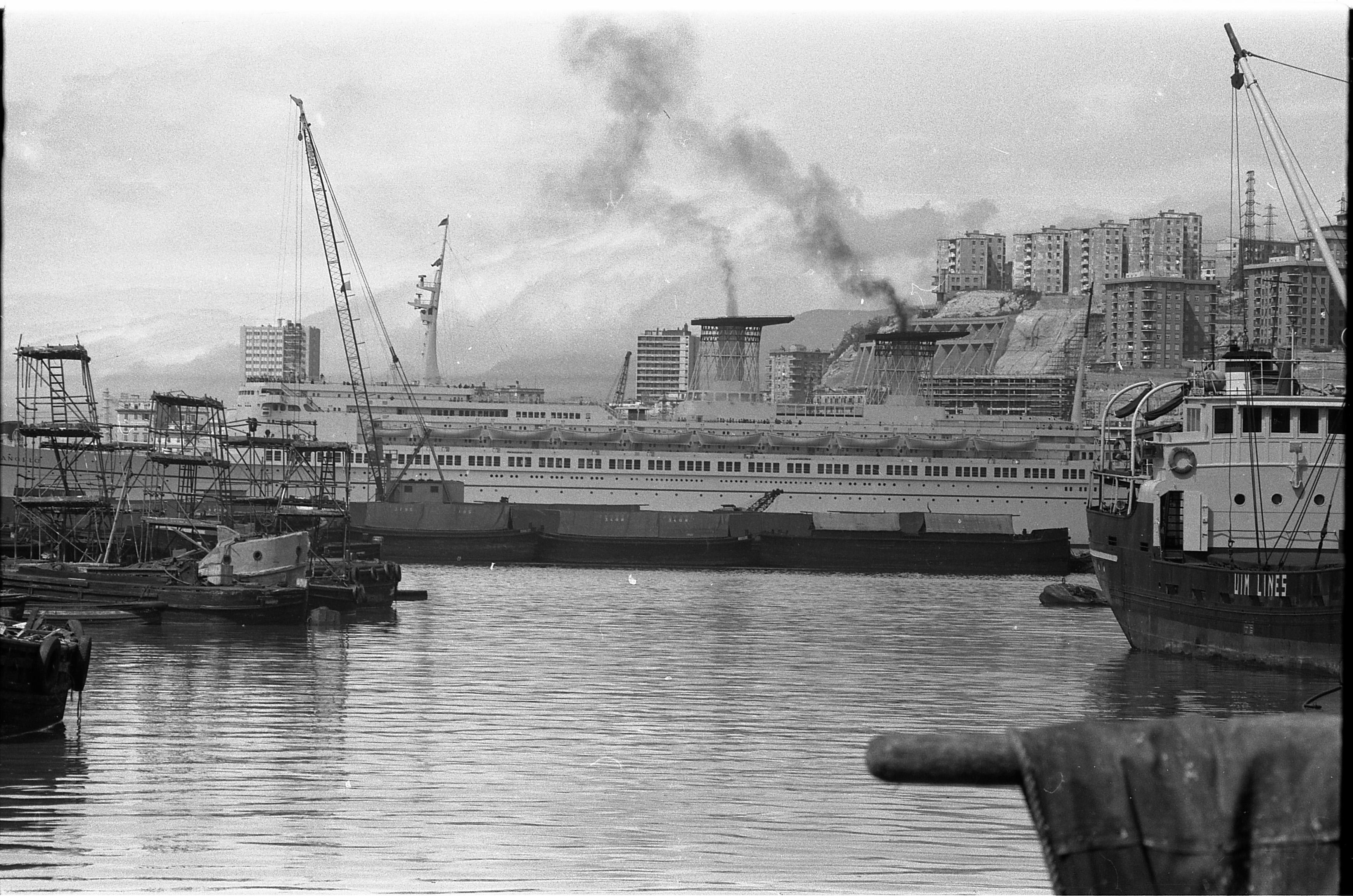
Die Michelangelo 1970 im Hafen von Genua

Die Michelangelo lief am 15. September 1962 vom Stapel. Taufpatin des Schiffes war die italienische Filmschauspielerin Virna Lisi. Am 5. Mai 1965 lief die Michelangelo in Genua zu ihrer Jungfernfahrt nach New York aus.
Am 12. April 1966 geriet die Michelangelo, die 1.495 Passagiere und Besatzungsmitglieder an Bord hatte, im Atlantik in einen starken Sturm und wurde von einer riesigen Welle erfasst, die die Aufbauten des Vorschiffs erheblich beschädigte. Bei dem Vorfall kamen zwei Passagiere und ein Besatzungsmitglied ums Leben, und mehr als 50 Passagiere wurden verletzt. Unter den Passagieren dieser Fahrt befanden sich Günter Grass mit Ehefrau, der amerikanische Cartoon-Zeichner Bob Montana (Archie Comics) mit Frau und Kindern sowie Admiral Ernesto Giurati, Präsident der Italian Line.
Mit zunehmender Konkurrenz durch den kommerziellen Luftverkehr verlor die Michelangelo schon Ende der 1960er Jahre Fahrgäste und konnte schon bald nicht mehr wirtschaftlich betrieben werden; auf manchen Reisen überstieg sogar die Zahl der Besatzungsmitglieder die der Passagiere. Das Schiff konnte nur mithilfe von Staatssubventionen noch einige Jahre fahren. Die Reederei versuchte, die Kosten zu senken, indem man die Besatzung reduzierte, die Liegezeiten verkürzte und die Geschwindigkeit drosselte. Außerdem setzte man das Schiff eine Zeit lang auch als Kreuzfahrtschiff ein, wofür es sich allerdings als nicht geeignet erwies. Doch die Michelangelo und ihr Schwesterschiff fuhren weiterhin hohe Verluste ein. 1975 stellte der Staat die Subventionszahlungen ein, und die Società Italia entschied, die Michelangelo und die Raffaello nach nur zehn Jahren außer Dienst zu stellen. Die beiden Schiffe wurden zunächst in Genua und dann in La Spezia aufgelegt.

## Nutzung als Wohnschiff
Nachdem mehrere Kaufinteressenten die Schiffe ergebnislos besichtigt hatten und die Società di Navigazione ein Kaufangebot der italienischen Reederei Home Lines abgelehnt hatte, wurden die Michelangelo und die Raffaello Anfang 1977 schließlich an den Schah von Persien verkauft, wo eine Nutzung als Wohnschiff vorgesehen war. Die Michelangelo verließ Genua im Juli desselben Jahres und erreichte ihren neuen Standort Bandar Abbas, wo sie zu einer schwimmenden Kaserne für 1800 Soldaten umgebaut wurde. Während die Raffaello bereits 1983 bei einem irakischen Luftangriff in Brand geschossen wurde und kenterte, wurde die Michelangelo, die auch unter iranischer Flagge ihren Namen bis zuletzt behalten hatte, noch bis 1991 als Soldatenunterkunft genutzt; dann wurde sie ausgemustert, an ein pakistanisches Abwrackunternehmen verkauft und im Juni 1991 nach Gadani bei Karatschi geschleppt und dort verschrottet.